# 이지 라이프 (영화)
이지 라이프(Il Sorpasso, The Easy Life)는 이탈리아에서 제작된 디노 리시 감독의 1962년 컬트 코미디, 드라마 영화이다. 리시 감독의 걸작이자 Commedia all'italiana 영화 장르의 최고의 본보기들 가운데 하나로 간주된다.